# In limine
In limine è un album dei Finisterre pubblicato nel 1996.

## Tracce
1. Intro – 0:12
2. In Limine – 7:17
3. XXV – 4:38
4. Preludio – 4:23
5. Ideenkleid Leibnitz Frei – 6:04
6. Hispanica – 5:37
7. Interludio – 3:43
8. Algos – 13:28
9. Orrizionte Degli Eventi – 16:13